# José Eduvigis Díaz

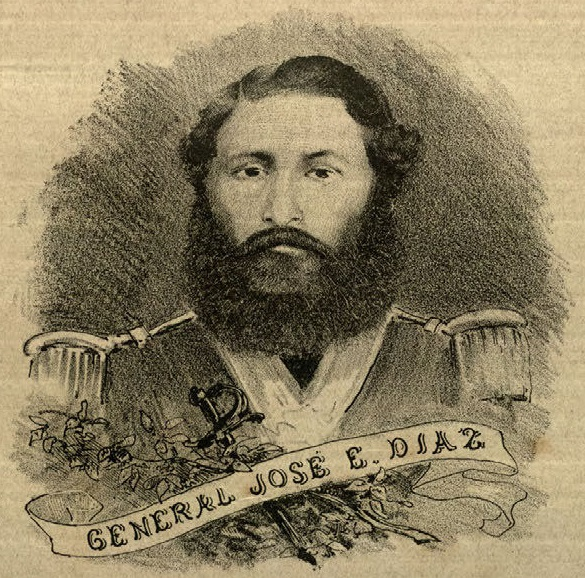
José Eduvigis Díaz

José Eduvigis Díaz (* 17. Oktober 1833 in Pirayú, Paraguay; † 7. Februar 1867 in Paraguay) war ein General im Tripel-Allianz-Krieg, welchen das Land gegen Brasilien, Argentinien und Uruguay führte. Er gilt aufgrund der siegreichen Schlacht bei Curupaytí als Held Paraguays.

## Biographie
Díaz trat 1852 in die Streitkräfte Paraguays ein und stieg in den Rang eines Polizeichefs in Asunción auf. Im Tripel-Allianz-Krieg, der 1864 begann, errang er in der Schlacht bei Curupaytí einen prestigeträchtigen Sieg für sein Heimatland. Dieser Abwehrsieg Paraguays zwang die alliierten Mächte zu einer längeren Kampfpause, änderte aber nichts an der strategischen Gesamtlage des Landes, das zunehmend unter den Auswirkungen der Seeblockade der Alliierten zu leiden begann. Nur wenige Monate nach dieser Schlacht wurde Díaz 1867 bei einem Angelausflug auf dem Río Paraguay von einer Granate schwer verwundet. Infolgedessen musste ihm ein Bein amputiert werden. Díaz starb wenige Tage später an den Folgen der Amputation.